# Melacha
Een melacha (meervoud melachos, melachot) is een volgens de halacha verboden 'werk' tijdens de sjabbat.

## Lijst van de 39 melachos
1. Zaaien
2. Ploegen
3. Oogsten
4. Bundelen (graan)
5. Dorsen
6. Ziften
7. Selecteren
8. Malen
9. Zeven
10. Kneden
11. Bakken
12. Wol scheren
13. Wol wassen
14. Wol slaan
15. Wol verven
16. Spinnen
17. Weven
18. Twee lussen maken
19. Twee draden weven
20. Twee draden scheiden
21. Knopen
22. Ontknopen
23. Twee steken naaien
24. Scheuren
25. Vangen
26. Slachten
27. Villen
28. Vlees zouten
29. Huid van een dier bewerken
30. Huid van een dier schrapen
31. Huid van een dier snijden
32. Twee letters schrijven
33. Twee letters wissen
34. Bouwen
35. Een gebouw afbreken
36. Een vuur doven
37. Een vuur maken
38. Laatste hamerslag toebrengen
39. Een object van het private domein naar het publieke domein dragen, of andersom